# Голден Медоу (Луизијана)
Голден Медоу (енгл. Golden Meadow) град је у америчкој савезној држави Луизијана.

## Демографија
По попису из 2010. године број становника је 2.101, што је 92 (-4,2%) становника мање него 2000. године.
| Група             | 2000.         | 2010.         |
| Белци             | 2.015 (91,9%) | 1.720 (81,9%) |
| Афроамериканци    | 11 (0,5%)     | 33 (1,6%)     |
| Азијати           | 9 (0,4%)      | 1 (0,0%)      |
| Хиспаноамериканци | 32 (1,5%)     | 154 (7,3%)    |
| Укупно            | 2.193         | 2.101         |